# Oswulf
Oswulf fue rey de Northumbria de 758 a 759. Sucedió a su padre Eadberht, que había abdicado e ingresado en el monasterio en York. Oswulf era sobrino de Ecgbert, Arzobispo de York.
A pesar del largo reinado de su padre, y de su poderoso tío, Oswulf no aguantó el trono mucho tiempo. Fue asesinado al cabo de un año, por miembros de su casa, sus criados o guardaespaldas, en Market Weighton, el 24 de julio de 759.
La muerte del hermano de Oswulf, Oswine, es recordada en "Eldunum cerca de Mailros" en agosto 761, en batalla contra Ethelwald Moll, que había ocupado el trono a la muerte de Oswulf.

## Lectura complementaria
- Higham, N.J., El Reino de Northumbria ANUNCIO 350-1100. Stroud: Sutton, 1993. ISBN 0-86299-730-5
- Marsden, J., Northanhymbre Saga: La Historia de los Reyes anglosajones de Northumbria. Londres: Cathie, 1992. ISBN 1-85626-055-0

| Predecesor: Eadberht | Rey de Northumbria 758 - 759 | Sucesor: Ethelwald Moll |

- Datos: Q667227